# 王华庆
王华庆（1953年8月—），出生于上海市，籍贯为浙江省宁波市。中国银行家。曾任中国银行业监督管理委员会纪委书记、中国人民银行纪委书记。现任中央纪委驻央行纪检组组长。

## 简历
于四川财经学院金融系获得本科学位。于西南财经大学获得金融学硕士和货币银行学博士学位。
早年在黑龙江生产建设兵团工作。1980年11月至1991年2月，担任中国人民银行上海分行金融研究所的所长。1995年1月至1995年5月，在美国乔治敦大学的外交学院从事研究。1996年1月至1997年12月，在复旦大学经济学院从事博士后研究。
1998年11月至2001年11月，担任中国人民银行上海分行党委副书记兼副行长。2001年11月至2003年7月，是中国人民银行上海分行的监管专员。2003年9月至2005年12月，担任中国银行业监督管理委员会上海监管局党委书记和局长。
2007年，辞去在上海的职务。2007年9月，出任中国银行业监督管理委员会纪委书记，并是党委委员。并在2007年10月中共十七大上获选为中国共产党中央纪律检查委员会的委员。2012年11月中共十八大上获选为中国共产党中央纪律检查委员会的委员。
2012年6月，调入中国央行，担任纪委书记。2016年1月，任中央纪委驻央行纪检组组长。2016年9月，不再担任中央纪委驻央行纪检组组长。

## 主页
- 银监会：纪委书记 王华庆